# Walter Bußmann (Historiker)
Walter Bußmann (* 14. Januar 1914 in Hildesheim; † 20. April 1993 in Karlsruhe) war ein deutscher Historiker.

## Leben

### Vorkriegskarriere
Bußmann entstammte einer protestantischen Beamtenfamilie und studierte von 1933 bis 1939 Geschichtswissenschaft, Germanistik, Philosophie und Anglistik an den Universitäten Heidelberg und Göttingen. Seine wichtigsten Lehrer waren Karl Jaspers als Philosoph sowie Percy Ernst Schramm, Karl Brandi und Siegfried A. Kaehler als Historiker. 1938 legte er in Göttingen das Staatsexamen für das Höhere Lehramt ab, 1939 folgte dort die Promotion. Doktorvater war Siegfried A. Kaehler, das Thema der Dissertation lautete Weltanschauliche Maßstäbe des Liberalismus.

### Kriegsteilnehmer und Kenntnis des Holocaust
Von 1939 bis 1945 nahm Bußmann als Offizier am Zweiten Weltkrieg teil.  Er gehörte während des Krieges unter anderem der Abteilung Qu 4 B beim Generalquartiermeister OKH, Eduard Wagner an. Er führte dort während des Überfalls der Wehrmacht auf die Sowjetunion das Kriegstagebuch. Im Rahmen seiner dortigen Tätigkeiten wertete er ebenfalls die Tötungsmeldungen der SS-Einsatzgruppen aus und hatte regelmäßig seinem Vorgesetzten Hans Georg Schmidt von Altenstadt, Generalquartiermeister Wagner sowie dem Chef des Generalstabes Franz Halder vorzutragen. Zu Bußmanns Aufgabenkreis zählte ferner der schriftliche und mündliche Verkehr zwischen dem Generalquartiermeister und den zivilen Reichsstellen wie dem Reichssicherheitshauptamt und dem Reichsministerium für die besetzten Ostgebiete. „Damit war er über militärpolitische, militärverwaltungsrelevante Fragen der rückwärtigen Gebiete wie über die Liquidierung der jüdischen Bevölkerung einer der bestinformierten Offiziere des Heeres.“
In der von Bußmann in der Abteilung Qu 4 B dienstlich angefertigten „Notiz über die Karaimen“, die er später selbst veröffentlichte, schreibt er, dass der SD „bis Anfang Dez. 1941 die Krimtschaken, deren Zahl etwa 6.000 beträgt, zusammen mit den eigentlichen Juden und den Zigeunern auf der Krim liquidiert habe“.

### Nachkriegskarriere
Nach Kriegsende wurde Bußmann Wissenschaftlicher Assistent am Historischen Seminar der Universität Göttingen. 1949 habilitierte er sich in Mittlerer und Neuerer Geschichte in Göttingen mit einer Arbeit über Heinrich von Treitschke. Sein Welt- und Geschichtsbild.
1955 erfolgte Bußmanns Berufung an die Deutsche Hochschule für Politik in Berlin, 1960 wurde er als Nachfolger von Hans Herzfeld Ordinarius für Neuere Geschichte am Friedrich-Meinecke-Institut der Freien Universität Berlin. 1966 ging er an die Universität München als der für das 19. und 20. Jahrhundert zuständige Nachfolger von Franz Schnabel am inzwischen aufgeteilten Lehrstuhl für Neuere Geschichte. Als Schnabels Nachfolger für die Geschichte der Frühen Neuzeit folgte zur selben Zeit Fritz Wagner dem Ruf nach München. 1970 wechselte Bußmann schließlich an die Universität Karlsruhe und übernahm den Lehrstuhl für Neuere Geschichte.
Bußmann war Mitglied der Historischen Kommission bei der Bayerischen Akademie der Wissenschaften, München, und dort Abteilungsleiter der Deutschen Geschichtsquellen des 19. und 20. Jahrhunderts sowie Hauptschriftleiter der Neuen Deutschen Biographie. Ferner war er Mitglied der Kommission für Geschichte des Parlamentarismus und der politischen Parteien und der Historischen Kommission zu Berlin. Seit März 1977 war er Hauptherausgeber der Akten zur deutschen auswärtigen Politik 1918–1945.
Von 1959 bis 1977 war er Mitglied des Beirats der Friedrich-Naumann-Stiftung.

## Schriften (Auswahl)
- Treitschke. Sein Welt- und Geschichtsbild. Musterschmidt, Göttingen 1952; Neuauflage 1981.
- Bismarck im Urteil der Zeitgenossen und der Nachwelt. Klett, Stuttgart 1954.
- Zur Geschichte des deutschen Liberalismus im 19. Jahrhundert. In: Historische Zeitschrift. Band 168, 1958. Nachdruck Wissenschaftliche Buchgesellschaft, Darmstadt 1969.
- Das Zeitalter Bismarcks. Athenaion, Konstanz 1956, 4. Auflage 1968.
- Die auswärtige Politik des Deutschen Reiches unter Bismarck 1871/1890. Klett, Stuttgart 1959.
- Friedrich Meinecke. Colloquium, Berlin 1963.
- Die innere Entwicklung des deutschen Widerstandes gegen Hitler. Morus, Berlin 1964.
- Otto von Bismarck. Steiner, Wiesbaden 1966.
- Der deutsche Widerstand und die „Weiße Rose“. Hueber, München 1968.
- Wandel und Kontinuität in Politik und Geschichte. Ausgewählte Aufsätze zum 60. Geburtstag. Boldt, Boppard 1973, ISBN 978-3-7646-1590-1.
- Zwischen Preußen und Deutschland. Friedrich Wilhelm IV. Eine Biographie. Siedler, Berlin 1990, ISBN 3-88680-326-0.

Herausgeber
- Akten zur deutschen auswärtigen Politik. 35 Bände. Oldenbourg, München 1950–1995.
- Siegfried A. Kaehler: Studien zur deutschen Geschichte des 19. und 20. Jahrhunderts. Aufsätze und Vorträge. Vandenhoeck & Ruprecht, Göttingen 1961 (Nachwort von Bußmann).
- Aus seiner politischen Privatkorrespondenz. Graf Herbert von Bismarck. Vandenhoeck & Ruprecht, Göttingen 1964.
- Handbuch der europäischen Geschichte. Band 5: Europa von der Französischen Revolution zu den nationalstaatlichen Bewegungen des 19. Jahrhunderts. Klett-Cotta, Stuttgart 1981, ISBN 3-12-907570-4 (darin Beiträge von ihm: Einleitung und das Kapitel Vom Heiligen Römischen Reich deutscher Nation zur Gründung des Deutschen Reiches).
- Fabian von Schlabrendorff: Offiziere gegen Hitler. Siedler, Berlin 1984, ISBN 3-88680-096-2.
- mit Günther Grünthal: Siegfried A. Kaehler: Briefe 1900–1963. Boldt, Boppard 1993, ISBN 3-7646-1930-9.